# Pamphagulus uvarovi
Pamphagulus uvarovi är en insektsart som beskrevs av Willy Adolf Theodor Ramme 1931. Pamphagulus uvarovi ingår i släktet Pamphagulus och familjen Dericorythidae.

## Underarter
Arten delas in i följande underarter:
- P. u. uvarovi
- P. u. zugiata